# クンミンゴサウルス
クンミンゴサウルス（"Kunmingosaurus"）は、中生代ジュラ紀前期に現在の中国に生息していた竜盤類恐竜である。1966年にはルーフェンゴサウルス・マグヌスとして記載されていた。1985年になり歯骨と歯の特徴から竜脚類であるとされ、クンミンゴサウルスと名づけられたが、記載論文は発表されていないのでこの名称は未だ正式なものとはなっていない。